# Факса, Радек
Ра́дек Фа́кса (чеш. Radek Faksa; 9 января 1994, Опава, Чехия) — чешский хоккеист, нападающий клуба НХЛ «Даллас Старз». Игрок сборной Чехии по хоккею с шайбой.

## Биография
Радек Факса — воспитанник хоккейного клуба «Оцеларжи Тршинец». Выступал за молодёжные команды Тршинца с 2007 по 2011 год. В 2011 году перешёл в канадский клуб «Китченер Рейнджерс», выступающий в хоккейной лиге Онтарио. На драфте НХЛ 2012 года был выбран командой «Даллас Старз» в 1-м раунде под 13-м номером. На драфте КХЛ права за игроком были закреплены клубом «Нефтехимик». 6 июля 2012 года подписал контракт новичка с «Далласом». 10 января 2014 года игрок был обменян «Китченером» в «Садбери Вулвз» на Доминика Кубалика. 3 апреля 2014 года перешёл в клуб АХЛ «Техас Старз». Стал обладателем кубка Колдера в 2014 году. В НХЛ дебютировал в сезоне 2015/16. Первый гол забил в ворота «Каролины» 6 ноября 2015 года. За национальную команду Чехии дебютировал на чемпионате мира 2016 года. Также участвовал на кубке мира 2016 года и чемпионате мира 2018 года.
28 ноября 2017 года оформил свой первый хет-трик в НХЛ, забив три гола в ворота «Вегас Голден Найтс».
2 июля 2024 года был обменян в «Сент-Луис Блюз» на «будущие компенсации».

## Достижения
- Обладатель Кубка Колдера 2014
- Финалист Кубка Стэнли 2020

## Статистика
Обновлено на конец сезона 2020/2021 (без учета выступлений в юниорских лигах)
- НХЛ — 451 игра, 156 очков (72 шайбы + 84 передачи)
- АХЛ —- 89 игр, 44 очка (24+20)
- Сборная Чехии — 24 игры, 8 очков (2+6)
- Всего за карьеру — 564 игры, 208 очков (98+110)